# Futebol de salão nos Jogos Mundiais de 2013
O torneio de Futebol de salão nos Jogos Mundiais de 2013 foi a primeira edição do Futebol de Salão nos Jogos Mundiais.
O evento não contou para o quadro de medalhas oficial, uma vez que foi um torneio de exibição.
O torneio foi disputado entre os dias 26 e 30 de julho, no Coliseo Luis Ignacio Álvarez Ospina, na cidade de Guadalajara de Buga.